# گیاه‌پارچ کری
گیاه‌پارچ کری (نام علمی: Nepenthes kerrii)، یک گونه از سرده گیاه‌پارچ‌ها و بومی پارک ملی تاروتائو (Tarutao National Park) در تایلند است.